# همر برو.
همر برو. (انگلیسی: Hammer Bro.) یک دشمن در بازی ویدئویی ماریو است. این شخصیت توسط طراح بازی‌های ویدئویی شیگرو میاموتو، گونه‌ای از لاک‌پشت حساب می‌شود که به سمت راست حرکت می‌کند و چکش به سمت شخصیت بازی پرت می‌کند.